# Honvédelmi Érdemérem

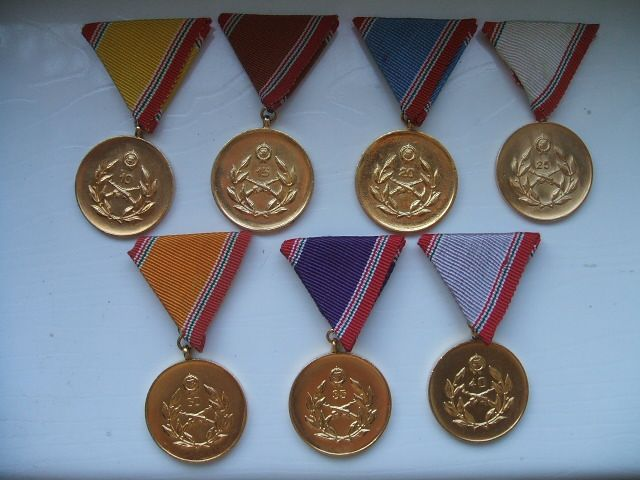
Honvédelmi Érdemérem

A Honvédelmi Érdemérem a Magyar Népköztársaság egyik állami kitüntetése volt.
A kitüntetést 1964. október 12-én alapította a Magyar Népköztársaság Honvédelmi Minisztere a Fegyveres Testületek részére.

## Leírása
Az érdemrendeket a honvédelmi miniszter javaslatára a Minisztertanács előterjesztése útján a Népköztársaság Elnöki Tanácsa adományozza. A Magyar Forradalmi Munkás-Paraszt Kormány a Magyar Néphadsereg hivatásos állományú tagjainak a szolgálatban ténylegesen eltöltött éveik elismeréséül a HONVÉDELMI ÉRDEMÉREM kitüntetést alapította.
A kitüntetés 1945. január 1. napja utáni BM, HM, valamint a BV hivatásos állományában ténylegesen eltöltött 10, 15, 20, 25 évi eredményes szolgálat elismeréséül adományozható.
A szolgálatban történt megszakítás esetén a figyelembe vehető. Részlet az alapító okiratból.
1965-ben alapították, az első példányokat a begyűjtött 1964-es Szolgálati Érdemérmek átalakításával hozták létre, az érem hátuljára rávésve a "HONVÉDELMI ÉRDEMÉREM" feliratot. Később ez dombornyomású lett.